# Pseudotrochalus nigroaeneus
Pseudotrochalus nigroaeneus är en skalbaggsart som beskrevs av Moser 1916. Pseudotrochalus nigroaeneus ingår i släktet Pseudotrochalus och familjen Melolonthidae. Inga underarter finns listade i Catalogue of Life.